# Sean McVay
Sean McVay (nacido el 24 de enero de 1986) es el entrenador en jefe del equipo de fútbol americano de Los Angeles Rams. Se convirtió en el entrenador en jefe de la NFL más joven de la era moderna cuando fue contratado por los Rams en 2017 a la edad de 30 años. McVay es también el entrenador en jefe más joven en ganar una Super Bowl y ser nombrado Entrenador del Año de la NFL. Antes de convertirse en entrenador en jefe de los Rams, ocupó el cargo de entrenador de tight ends y coordinador ofensivo de los Washington Redskins.
En su primer año con los Rams recogió un equipo que venía de tener la menor puntuación ofensiva en la temporada previa y lo convirtió en uno de los equipos con mejor balance ofensivo en 2017. La temporada concluyó con el mejor récord ganador desde 2003 y su primera aparición en playoffs desde 2004.Durante las siguientes temporadas, McVay llevó a los Rams a dos apariciones en el Super Bowl, de las que ganó una de ellas, la primera de la franquicia desde 1999 en el Super Bowl LVI. A su éxito en Los Ángeles se le atribuye haber generado el "efecto Sean McVay ", en el que los equipos de la NFL estaban más inclinados a contratar entrenadores en jefe más jóvenes y con mentalidad ofensiva.

## Juventud
McVay nació en Dayton, Ohio, hijo de Tim y Cindy McVay. El padre de Sean, Tim, jugó al fútbol americano como defensa en la Universidad de Indiana. Su familia vivió en Dayton hasta que Sean tenía seis años. Su abuelo, John McVay, fue entrenador en jefe de fútbol americano en la Universidad de Dayton de 1965 a 1972, entrenador en jefe de los New York Giants más tarde en la década de 1970 y gerente general de los San Francisco 49ers durante los cinco campeonatos de Super Bowl del equipo durante las décadas de 1980 y 1990.
McVay se graduó en la Escuela Marista en Brookhaven, Georgia, en 2004. Fue titular durante cuatro años jugando de quarterback y defensive back en equipo War Eagles de fútbol americano de la escuela secundaria, siendo el primer jugador en la historia de la escuela en acumular 1,000 yardas de carrera y pase en temporadas consecutivas. McVay totalizó 2,600 yardas de carrera y 40 touchdowns terrestres durante su carrera y también lanzó para 2,500 yardas y 18 touchdowns, lo que llevó a los War Eagles a un récord de 26-3, incluido un récord de 14-1 y un campeonato estatal en su último año, cuando también fue nombrado Jugador Ofensivo del Año de Georgia 4A por encima del futuro wide receiver del Salón de la Fama de la NFL, Calvin Johnson.

## Carrera universitaria
McVay asistió a la Universidad de Miami en Oxford, Ohio, donde jugó fútbol americano universitario como receptor abierto de 2004 a 2007, ganando el Premio Atleta Académico de Miami en 2007. McVay registró 39 recepciones para 312 yardas con los RedHawks en su carrera universitaria. Se graduó de Miami en 2008 con una licenciatura en Estudios de Salud y Deporte.
| Sean Mc Vay | Sean Mc Vay | Sean Mc Vay | Recepción | Recepción | Recepción | Recepción | Carrera | Carrera  | Carrera | Carrera |
| ----------- | ----------- | ----------- | --------- | --------- | --------- | --------- | ------- | -------- | ------- | ------- |
| Año         | G           | Rec         | yardas    | promedio  | TD        | Att       | yardas  | promedio | TD      |         |
| 2005        | 6           | 1           | 6         | 6.0       | 0         | 1         | 2       | 2.0      | 0       |         |
| 2006        | 12          | 20          | 198       | 9.9       | 0         | 5         | 4       | 0,8      | 0       |         |
| 2007        | 8           | 18          | 108       | 6.0       | 0         | 3         | 23      | 7.7      | 0       |         |
| Carrera     | 26          | 39          | 312       | 8         | 0         | 9         | 29      | 3.2      | 0       |         |

## Carrera de entrenador

### Bucaneros de la Bahía de Tampa
McVay comenzó su carrera de entrenador siendo asistente de receptores abiertos con los Tampa Bay Buccaneers en 2008 bajo la dirección del entrenador en jefe Jon Gruden.

### Florida Tuskers (UFL)
En 2009, McVay fue el entrenador de control de calidad y wide receivers de los Florida Tuskers de la United Football League (UFL). Con Florida, McVay trabajó por primera vez con Jay Gruden, quien era el coordinador ofensivo de los Tuskers.

### Washington Redskins

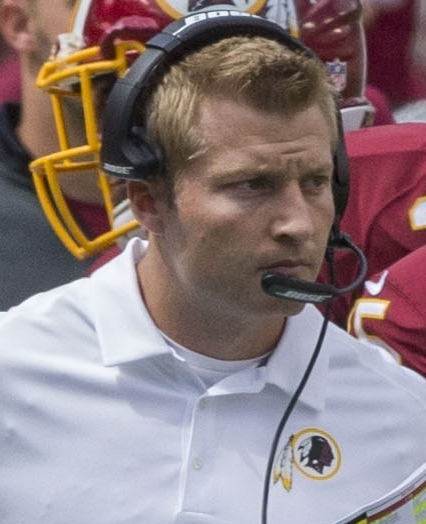
McVay en 2014

En 2010, McVay fue contratado como entrenador asistente de tigh ends por los Washington Redskins bajo la dirección del entrenador en jefe Mike Shanahan. La temporada siguiente, McVay fue ascendido a entrenador de tight ends, cargo que ocupó durante la temporada 2013.
El 14 de enero de 2014, McVay fue ascendido a coordinador ofensivo por el nuevo entrenador en jefe de los Redskins, Jay Gruden. Durante las siguientes tres temporadas, McVay tuvo un impacto directo en el desarrollo de Kirk Cousins como quarterback franquicia. Al convertirse en titular a tiempo completo en 2015, Cousins llevó a los Redskins a dos temporadas ganadoras consecutivas, lanzando para más de 9,000 yardas y más de 50 touchdowns. En 2016, Cousins fue nominado al Pro Bowl por primera vez. El éxito de McVay con Cousins lo convirtió en un atractivo candidato a entrenador en jefe y después de la temporada fue entrevistado tanto por Los Angeles Rams como por los San Francisco 49ers.

### Los Ángeles Rams
El 12 de enero de 2017, McVay fue contratado para convertirse en el 28.º entrenador en jefe de Los Angeles Rams a la edad de 30 años y 354 días, lo que lo convirtió en el entrenador en jefe más joven en la era moderna de la NFL, superando a Lane Kiffin, quien tenía 31 años y 259 días de edad cuando fue contratado por los Oakland Raiders en 2007, y el más joven desde que Art Lewis, de 27 años, se convirtió en entrenador jefe interino de los Rams en 1938. McVay seguiría siendo el entrenador en jefe más joven de la NFL hasta que los New England Patriots contrataran a Jerod Mayo el 12 de enero de 2024, exactamente siete años después de que McVay fuera contratado por los Rams.
A su llegada a los Rams, McVay heredó un equipo que terminó 2016 en el último lugar en puntos, yardas totales, pases de touchdown y primeros downs y que fue catalogado como el equipo con la segunda peor ofensiva de la década según la estadística DVOA (Valor sobre el promedio ajustado por la defensa) de Football Outsiders. El 19 de enero de 2017, el veterano entrenador Wade Phillips fue contratado como coordinador defensivo. El 8 de febrero de 2017, McVay contrató a Matt LaFleur como su coordinador ofensivo. LaFleur había trabajado previamente con McVay en Washington cuando McVay era entrenador de tight ends y LaFleur era entrenador de quarterbacks.

#### Temporada 2017
El 10 de septiembre de 2017, McVay hizo su debut como entrenador en jefe en la temporada regular contra los Indianapolis Colts y llevó a los Rams a una victoria por 46-9 en un partido como local en el Los Angeles Memorial Coliseum. Después de una derrota en la Semana 2 por 27-20 ante el ex equipo de McVay, los Washington Redskins, los Rams lograron una apretada victoria como visitantes por 41-39 antes los San Francisco 49ers en el Thursday Night Football. Durante la Semana 4, los Rams convirtieron un déficit de 16-24 en una inesperada victoria como visitantes por 35-30 sobre los Dallas Cowboys, pero perdieron su siguiente partido ante los Seattle Seahawks, rivales de la división NFC Oeste, en casa por un marcador de 16-10. Independientemente, en sólo cinco partidos, la ofensiva de los Rams anotó un total de 142 (luego 151) puntos, líder de la liga y máximo de la franquicia. Los Rams vencieron a los Jacksonville Jaguars como visitantes por una puntuación de 27-17 en la Semana 6 y a los Arizona Cardinals por una puntuación de 33-0 en un partido de la Serie Internacional de la NFL para la primera victoria en blanco del equipo desde 2014, además de elevar su récord a 5-2 por primera vez desde 2004 (la última vez que el equipo llegó a los playoffs) y conseguir el liderato en la NFC Oeste. McVay dirigió a los Rams a una paliza contra los New York Giants en su partido con mayor puntuación, una victoria como visitante por 51-17, elevando el récord de los Rams a 6-2. Los Rams ganarían otro partido en casa contra los Houston Texans por un marcador de 33–7 para elevar su récord a 7–2, que fue su mejor récord de la temporada desde 2001.
En las semanas 11 y 12, los Rams perdieron ante los Minnesota Vikings como visitantes por un marcador de 24–7, pero ganaron en casa contra los New Orleans Saints 26–20 para elevar su récord a 8–3. Durante una victoria como visitante por 32-16 en la Semana 13 sobre los Cardinals, los Rams lograron su primera temporada ganadora desde 2003. Las siguientes semanas: Semana 14, Semana 15 y Semana 16, los Rams obtuvieron dos victorias sobre los Seattle Seahawks en una victoria como visitantes por 42-7 y los Tennessee Titans en una apretada victoria como visitantes por 27-23, aunque aun así perdieron ante los Philadelphia Eagles. 43–35. La primera temporada de McVay con los Rams los vio mejorar dramáticamente su récord de la temporada 2016, terminando con la primera temporada ganadora y el primer título divisional del equipo desde 2003 y su primer lugar en los playoffs desde 2004. En el proceso, los Rams se convirtieron en el primer equipo en tener la ofensiva con mayor puntuación en la liga un año después de terminar con la más baja el año anterior.
McVay hizo su debut como entrenador en jefe en los playoffs contra los Atlanta Falcons, pero los Rams perdieron en la Ronda de Wildcard por un marcador de 26-13. El 19 de enero de 2018, Associated Press lo nombró Entrenador del Año de la NFL.

#### Temporada 2018: Super Bowl LIII

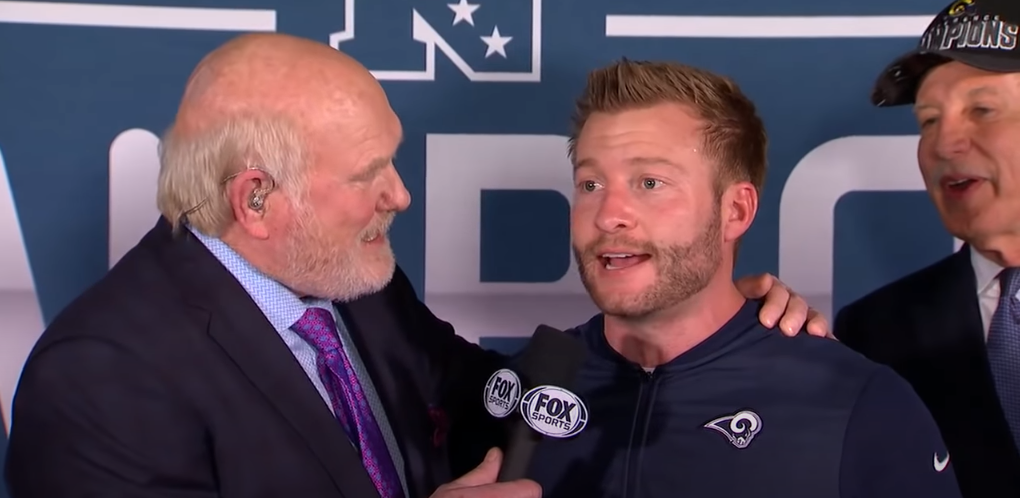
McVay entrevistado por Terry Bradshaw después de ganar el Campeonato de la NFC

El coordinador ofensivo Matt LaFleur dejó su puesto con los Rams el 30 de enero de 2018 para ascender a coordinador ofensivo de los Tennessee Titans y no fue reemplazado.
Los Rams comenzaron la temporada 8-0, su mejor comienzo de temporada desde 1969, pero perdieron en Nueva Orleans ante los New Orleans Saints en la Semana 9 por una puntuación de 45-35 para caer a 8-1. Después de derrotar a los Seattle Seahawks 36-31 en la semana 10, los Rams vencieron a los Kansas City Chiefs por un marcador de 54-51 en la semana 11 en Monday Night Football en un enfrentamiento muy esperado que originalmente estaba programado para jugarse en la Ciudad de México, pero se trasladó a Los Ángeles debido a las malas condiciones del campo.
Después de una semana de descanso, los Rams viajaron a Detroit y derrotaron a los Detroit Lions por un marcador de 30-16 para hacerse con su segundo título consecutivo de la NFC Oeste. McVay luego sufrió su primera racha de derrotas como entrenador en jefe cuando los Rams tropezaron en derrotas consecutivas ante los Chicago Bears (15-6) y los Philadelphia Eagles (30-23), ambos en NBC Sunday Night Football. Los Rams se recuperaron para derrotar a los Arizona Cardinals 31–9 y San Francisco 49ers 48–32 en las últimas dos semanas para terminar la temporada regular con un récord de 13-3, empatado en la segunda mayor cantidad de victorias en la historia de la franquicia.
En la Ronda Divisional, los Rams derrotaron a los Dallas Cowboys por un marcador de 30-22. La semana siguiente, en el polémico partido por Campeonato de la NFC, los Rams vencieron a los Saints como visitantes por un marcador de 26-23 en tiempo extra con un field goal ganador de Greg Zuerlein en tiempo extra para enviar a los Rams al Super Bowl LIII en su primera aparición en el campeonato de la NFL desde el Super Bowl XXXVI en 2002. También fue la primera aparición de los Rams en el Super Bowl mientras estaban en Los Ángeles desde el Super Bowl XIV en 1980. A los 33 años, McVay se convirtió en el entrenador en jefe más joven en llevar a su equipo al Super Bowl. Sin embargo, el éxito sería de corta duración, ya que los Rams caerían ante Tom Brady y los New England Patriots, y los Rams no lograron anotar un solo touchdown en la derrota 13-3 (el Super Bowl con menor puntuación en la historia).

#### Temporada 2019
La temporada 2019 fue una decepción, ya que los Rams fueron víctimas de la maldición de los perdedores del Super Bowl y se perdieron los playoffs con un récord de 9–7. Los Rams comenzaron la temporada 3-0, ganando contra los Carolina Panthers, los New Orleans Saints y los Cleveland Browns. Sin embargo, luego perdieron tres partidos seguidos ante Tampa Bay Buccaneers, Seattle Seahawks y San Francisco 49ers. Antes del descanso de la Semana 9, ganaron dos partidos contra los Atlanta Falcons y los Cincinnati Bengals. Luego, los Rams ganaron cuatro y perdieron otros cuatro. El equipo enfrentó problemas durante la temporada debido a una combinación de factores y perdió como visitante por un marcador de 34-31 de una manera desgarradora en un partido que debía ganar en la Semana 16 contra los 49ers. Los Ángeles terminó la temporada con 9-7 con una victoria de 31-24 sobre los Arizona Cardinals en el último partido del equipo en el Los Angeles Memorial Coliseum.

#### Temporada 2020
Después de una victoria sobre los Dallas Cowboys en el primer partido de la temporada, los Rams comenzaron la primera mitad de la temporada 2020 con marca de 5-3, con victorias sobre los Philadelphia Eagles, los New York Giants, el Washington Football Team y los Chicago Bears. Sin embargo, perdieron ante los Buffalo Bills, los San Francisco 49ers y los Miami Dolphins. Los Rams terminaron la temporada con un récord de 10-6 con victorias sobre Seattle Seahawks, Tampa Bay Buccaneers, Arizona Cardinals y New England Patriots. Sus derrotas restantes se produjeron contra los New York Jets, los 49ers y los Seahawks.
Después de una victoria como visitante por 30-20 sobre los Seahawks en la Ronda de Wildcard, McVay y los Rams visitaron a los Green Bay Packers, primeros cabezas de serie, en Lambeau Field, quienes estaban dirigidos por uno de los ex coordinadores ofensivos de McVay, Matt LaFleur. Fue el enfrentamiento de postemporada con la edad combinada más joven entre ambos entrenadores en jefe en más de 50 años. Los Rams perdieron como visitantes por un marcador de 32-18 en la Ronda Divisional.

#### Temporada 2021: victoria en el Super Bowl LVI
Había grandes expectativas para los Rams después de canjear al ex quarterback de los Detroit Lions, Matthew Stafford, en la temporada baja. Los Rams abrieron la temporada en casa contra los Chicago Bears y ganaron 34-14. Luego ganaron sus siguientes dos partidos contra los Indianapolis Colts y los actuales campeones del Super Bowl, los Tampa Bay Buccaneers, antes de perder ante los Arizona Cardinals. Luego, los Rams vencieron a los Seattle Seahawks en el Thursday Night Football 26-17, luego derrotaron a los New York Giants como visitantes por un marcador de 38-11 la semana siguiente. Las victorias en casa contra los Detroit Lions (28-19) y como visitante contra los Houston Texans (38-22) elevaron el récord de los Rams a 7-1.
Sin embargo, los Rams tropezaron al pasar la mitad de la temporada, perdiendo 28-16 ante los Tennessee Titans como visitantes durante la Semana 9 en Sunday Night Football, y luego fueron derrotados 31-10 por el anfitrión San Francisco 49ers el Monday Night Football en la semana 10. Después de un descanso en la Semana 11, la racha de derrotas de los Rams continuó cuando perdieron ante los Green Bay Packers como visitantes por una puntuación de 36-28, cayendo a un récord de 7-4. Los Rams rompieron su racha de derrotas con una paliza de 37-7 en casa contra los Jacksonville Jaguars, y luego siguieron con una impresionante victoria como visitantes por 30-23 sobre los Cardinals, que devolvió a los Rams a la carrera por la NFC Oeste. A pesar de un retraso de dos días debido a las precauciones de COVID-19, los Rams vencieron a los Seahawks 20-10 en el SoFi Stadium para aumentar su récord a 10-4, y obtener posteriormente dos impresionantes victorias como visitantes sobre los Minnesota Vikings (30-23) y los Baltimore Ravens (20-19) para hacerse con un puesto en los playoffs de la NFC. Sin embargo, la temporada regular terminó con una derrota en tiempo extra por 27-24 ante los 49ers, en la que los Rams desperdiciaron una ventaja de 17-0. A pesar de la derrota, la primera de los Rams bajo McVay después de haber liderado en el entretiempo (una racha de 45 juegos consecutivos), los Rams reclamaron el título de la división NFC Oeste en virtud de la derrota de Arizona ante Seattle ese mismo día.
En el primer partido de playoffs de la NFL jugado en Monday Night Football, los Rams derrotaron a sus rivales de la NFC Oeste, los Arizona Cardinals, por un marcador de 34-11. Con la victoria, el récord de McVay sobre los Cardinals mejoró a 10-1 en cinco temporadas. La semana siguiente, los Rams viajaron a Tampa Bay y vencieron por poco a los Buccaneers 30-27. La victoria colocó a los Rams en el Partido por el Campeonato de la NFC por segunda vez bajo el liderazgo de McVay, dándole su quinta victoria en postemporada, la mayor cantidad en la historia del equipo. Al regresar al SoFi Stadium para el Juego de Campeonato de la NFC, los Rams se recuperaron de un déficit de 10 puntos para derrotar a su otro rival de la NFC Oeste, los San Francisco 49ers, por un marcador de 20-17, con McVay ganando su segundo título de conferencia y avanzando a Super Bowl LVI, donde los Rams derrotaron a los Cincinnati Bengals por un marcador de 23-20, remontándose con un touchdown tardío para ganar. La victoria convirtió a McVay en el entrenador en jefe más joven en la historia de la NFL en ganar el Super Bowl a los 36 años

#### Temporada 2022
Antes del primer partido de la temporada, los Rams anunciaron que McVay y el gerente general Les Snead habían firmado extensiones con el equipo, manteniéndolos con la franquicia hasta la temporada 2026. McVay y los Rams recibirían a los Buffalo Bills en su primer partido de la temporada 2022, donde descubrieron en el SoFi Stadium su cartel de ganadores del Super Bowl. Los Rams perderían 31-10, en lo que sería la primera vez que McVay perdería un primer partido de temporada y la primera vez que tendría un récord de temporada activo por debajo de .500. McVay y los Rams lucharon por defender su título durante toda la temporada, ya que el equipo perdió a miembros clave Matthew Stafford, Cooper Kupp y Aaron Donald por lesiones durante gran parte del año. Las lesiones llevaron al equipo a recurrir al antiguo número uno global del draft, Baker Mayfield, para jugar de quarterback titular durante el resto de la temporada. Mayfield terminó el año con un récord de 2-3 con victorias contra Las Vegas Raiders en el Thursday Night Football y los Denver Broncos en Navidad. Pero con derrotas consecutivas como visitantes ante Los Angeles Chargers y Seattle Seahawks, los Rams terminarían 5-12 y se perderían los playoffs en la primera temporada con récord negativo de McVay como entrenador en jefe.

#### Temporada 2023
Dado que los Rams intercambiaron un importante capital de draft y otorgaron contratos notablemente altos para perseguir su campeonato del Super Bowl, muchos predijeron que se avecinaba una reconstrucción del equipo durante la temporada baja. A pesar de que McVay había firmado una extensión antes de la temporada anterior, surgieron especulaciones de que el entrenador en jefe de los Rams no querría participar en una reconstrucción y, en cambio, se alejaría del equipo antes de que comenzara la próxima temporada. Poco después de que terminara la temporada regular, las fuentes declararon que McVay permanecería como entrenador en jefe durante la siguiente temporada. A lo largo de la temporada baja, los medios de comunicación reflexionaron sobre la deprimente temporada 2022 de los Rams, y con el equipo manejando $75 millones en dinero de tope salarial junto con una plantilla llena de jugadores de primer y segundo año, pocos fuera de la organización de la franquicia esperaban que el equipo fuese capaz de llegar a playoffs. Una pretemporada sin victorias (0-3) en la que los Rams fueron superados 109-34 hizo poco para disipar el pesimismo de los expertos.
Los Rams comenzaron la temporada con una victoria sorprendentemente abultada por 30-13 sobre el anfitrión Seattle. Aunque los Rams perdieron tres de sus siguientes cuatro partidos contra San Francisco (30-23), Cincinnati (19-16) y Philadelphia (23-14), los Rams mostraron una resistencia inesperada contra un trío de equipos que se consideraban contendientes super bowl. La aparición del wide receiver novato Puka Nacua y el running back de segundo año Kyren Williams impulsó a Los Ángeles a una victoria en tiempo extra 29-23 en Indianápolis en la Semana 4 y una goleada 26-9 a Arizona en casa en la Semana 6 para igualar el récord de los Rams. en 3-3. Pero Williams sufrió un grave esguince de tobillo que lo dejó fuera de la lista de reservas lesionados durante un mes, y eso, combinado con las lesiones del quearterback Matthew Stafford y del wide receiver Cooper Kupp, pusieron en aprieto a los Rams, que perdieron tres partidos consecutivos antes de la semana de descanso.
Los Ángeles regresó del receso y logró una victoria de 17-16 sobre Seattle, luego aplastó a Arizona (37-14) y Cleveland (39-16) antes de caer 37-31 ante los Baltimore Ravens, líderes de la AFC, como visitantes. Con Williams superando las 1,000 yardas terrestres y Nacua estableciendo numerosos récords de recepción para novatos de la NFL y el juego de las estrellas defensivas novatas Kobie Turner como nose tackle y Byron Young como linebacker, los Rams obtuvieron cuatro victorias consecutivas para terminar la temporada. Las victorias consecutivas en casa contra Washington (28-20) y Nueva Orleans (30-22) fueron seguidas por una estrecha victoria 26-25 sobre los New York Giants que aseguró un lugar en los playoffs (el quinto de McVay en siete temporadas), y una victoria 21-20 en San Francisco que puso fin a una racha de nueve derrotas en la temporada regular contra el némesis de Los Ángeles del norte de California. La temporada 10-7 mejoró el total de victorias de McVay en la temporada regular a 70 y el total de victorias general (incluyendo playoffs) a 77, ambos segundos más altos en la historia de la franquicia de los Rams, detrás de John Robinson. Poco después de que los Rams consiguieran un lugar en los playoffs, McVay declaró públicamente que tenía la intención de regresar como entrenador en jefe del equipo para la temporada 2024.
En un partido de Wildcard de la NFC jugado en el Ford Field, Los Angeles Rams perdieron 24-23 en un disputado partido ante el anfitrión Detroit Lions. Después del partido, McVay elogió mucho a su equipo, que desafió la mayoría de las expectativas al llegar a los playoffs en lo que muchos consideraron un año de reconstrucción. "Hombre, aprendí mucho y realmente aprecio este grupo", dijo McVay después del final de la temporada de su equipo. "Me ayudaron a encontrar mi camino de nuevo."

## Registro de entrenador en jefe
| Team  | Year  | Regular season | Regular season | Regular season | Regular season | Regular season  | Postseason | Postseason | Postseason | Postseason                                       |
| Team  | Year  | Won            | Lost           | Ties           | Win %          | Finish          | Won        | Lost       | Win %      | Result                                           |
| ----- | ----- | -------------- | -------------- | -------------- | -------------- | --------------- | ---------- | ---------- | ---------- | ------------------------------------------------ |
| LAR   | 2017  | 11             | 5              | 0              | .688           | 1st in NFC West | 0          | 1          | .000       | Lost to Atlanta Falcons in NFC Wild Card Game    |
| LAR   | 2018  | 13             | 3              | 0              | .813           | 1st in NFC West | 2          | 1          | .667       | Lost to New England Patriots in Super Bowl LIII  |
| LAR   | 2019  | 9              | 7              | 0              | .563           | 3rd in NFC West | —          | —          | —          | —                                                |
| LAR   | 2020  | 10             | 6              | 0              | .625           | 2nd in NFC West | 1          | 1          | .500       | Lost to Green Bay Packers in NFC Divisional Game |
| LAR   | 2021  | 12             | 5              | 0              | .706           | 1st in NFC West | 4          | 0          | 1.000      | Super Bowl LVI champions                         |
| LAR   | 2022  | 5              | 12             | 0              | .294           | 3rd in NFC West | —          | —          | —          | —                                                |
| LAR   | 2023  | 10             | 7              | 0              | .588           | 2nd in NFC West | 0          | 1          | .000       | Lost to Detroit Lions in NFC Wild Card Game      |
| Total | Total | 70             | 45             | 0              | .609           |                 | 7          | 4          | .636       |                                                  |

## Árbol de entrenadores
McVay ha trabajado con cuatro entrenadores en jefe:
- Jon Gruden, Tampa Bay Buccaneers (2008)
- Jim Haslett, Florida Tuskers (2009)
- Mike Shanahan, Washington Redskins (2010-2013)
- Jay Gruden, Washington Redskins (2014-2016)

Seis de los asistentes de McVay han sido contratados como entrenadores en jefe de la NFL o la NCAA:
- Matt LaFleur, Green Bay Packers (2019-presente)
- Zac Taylor, Cincinnati Bengals (2019-presente)
- Jedd Fisch, Arizona (2021-2023), Washington (2024-presente)
- Brandon Staley, Los Angeles Chargers (2021-2023)
- Kevin O'Connell, Minnesota Vikings (2022-presente)
- Raheem Morris, Atlanta Falcons (2024-presente)

### "Efecto Sean McVay"
Debido al éxito de McVay como entrenador en jefe de Los Ángeles Rams a una edad tan temprana, así como su destreza ofensiva,  los equipos de la NFL han empezado a fijarse más en entrenadores jóvenes con mentalidad ofensiva para ser sus entrenadores principales, en vez de entrenadores de carácter defensivo o mayor experiencia. Esta tendencia ha sido acuñada como el "efecto Sean McVay". Entre los entrenadores que fueron contratados como resultado de esta tendencia se encuentran Matt LaFleur (seis años mayor que McVay), Zac Taylor (tres años mayor) y Kevin O'Connell (ocho meses mayor), quienes ejercieron como coordinadores ofensivos de McVay, junto con Mike McDaniel (tres años mayor), quien estuvo en el cuerpo técnico de los Washington Redskins con McVay de 2011 a 2013.

## Vida personal
McVay reside en Hidden Hills, California, con su esposa, Veronika Khomyn, una ex modelo de Ucrania a quien conoció cuando él era entrenador de Washington y ella era estudiante en la Universidad George Mason. Él y Khomyn compartieron casa anteriormente en Encino junto con Chris Shula, entonces entrenador de linebackers de los Rams. Se comprometieron el 22 de junio de 2019, mientras estaban de vacaciones en Cannes, Francia. Se casaron el 4 de junio de 2022. La pareja tiene un hijo, nacido en octubre de 2023. El abuelo de McVay, John McVay, también fue entrenador en jefe de la NFL, habiendo entrenado a los New York Giants de 1976 a 1978 antes de servir como ejecutivo de los San Francisco 49ers de 1980 a 1996.